# Lamorna
Lamorna est un village des Cornouailles, en Angleterre. Le village est situé sur la péninsule de Penwith.